# Nik Wallenda
Nikolas Wallenda, detto Nik (Sarasota, 24 gennaio 1979), è un artista statunitense, di professione equilibrista.
Detiene attualmente undici Guinness dei primati per le sue varie imprese ed è anche noto per essere stata la prima persona a rimanere in equilibrio su una corda tesa sulle cascate del Niagara.

## Carriera
Nato a Sarasota, in Florida, Wallenda è membro di settima generazione dei cosiddetti The Flying Wallendas, gruppo di equilibristi fondato dal bisnonno Karl Wallenda. Dopo aver partecipato da bambino a diversi spettacoli circensi della sua famiglia, fece il suo debutto a 13 anni realizzando diversi numeri rimanendo in equilibrio sui fili metallici.
Da quel momento in poi la sua carriera si prospetta di numerosi successi, esibendosi in diverse parti del mondo, dal Canada fino all'Australia.
Nel 2011, insieme alla madre Delilah, ha camminato ognuno dalla parte opposta all'altra lungo un filo metallico di 30 metri legato tra le due torri del Condado Plaza Hotel di San Juan a Porto Rico. Questo evento venne realizzato in memoria del bisnonno Karl, morto tragicamente nel 1978 proprio mentre stava eseguendo lo stesso numero in quello stesso luogo, salvo poi perdere l'equilibrio a causa di un malfunzionamento con la corda e cadere nel vuoto fino a morire schiacciato al suolo. L'evento, come quello che vide coinvolto Karl, fu anch'esso di impatto mediatico.
Il 23 giugno 2013 attraversò la gola del fiume Colorado fuori dai confini del parco nazionale del Grand Canyon a circa 40 miglia a est delle principali strutture turistiche. L'evento è stato trasmesso in tutto il mondo su Discovery Channel.
Il 4 marzo 2020 eseguì con successo una passeggiata con la corda sul monte Masaya.